# Индустријска зона Сан Ђакомо (Перуђа)
Индустријска зона Сан Ђакомо је насеље у Италији у округу Перуђа, региону Умбрија.
Према процени из 2011. у насељу је живело 18 становника. Насеље се налази на надморској висини од 265 м.